# Bahnhof Wörrstadt
Der Bahnhof Wörrstadt ist ein Bahnhof an der viel befahrenen Bahnstrecke Alzey–Mainz. Der Bahnhof wird von der Regionalbahn-Linie RB31 und der Regional-Express-Linie RE13 nach Mainz beziehungsweise Alzey bedient.

## Gebäude
Die Bahnstrecke wurde am 18. Dezember 1871 von der Hessischen Ludwigsbahn eröffnet. Das Bahnhofsgebäude wurde 1892 erbaut. Ähnlich wie in Saulheim handelt es sich um einen dreigeschossigen gründerzeitlichen Klinkerbau mit Stellwerk, ist aber kein Baudenkmal. Der Güterschuppen steht solitär daneben.

## Geschichte
Nach der Privatisierung der Bundesbahn 1994 wurden die Dienstwohnungen verkauft und vermietet. Das Empfangsgebäude weist mehrere Geldautomaten, einen Snackautomaten und einen Fahrkartenautomaten aus. Neben dem Gebäude stehen mehrere Fahrradstellplätze. Außerdem gibt es ein Überdach, unter dem sich mehrere Sitzplätze befinden.
Der Wörrstädter Bahnhof wurde bis zum Juli 2002 erneuert. Bis August 2007 verfügte der Bahnhof über ein im Empfangsgebäude untergebrachtes mechanisches Stellwerk der Bauart Einheit sowie einen Streckenblock der Bauform C in Richtung Armsheim und Saulheim. Es ist der einzige an Alzey angegliederte Bahnhof an der Strecke von Armsheim nach Mainz. Neben zwei Bahnsteiggleisen, die es bis mindestens 1993 gab, verfügte der Bahnhof noch über eine Ladestraße (Ladegleis) bzw. ein Abstellgleis.
Nach 1993 wurde das zweite Gleis außer Betrieb genommen und nicht mehr genutzt und wucherte zu.
Im Rahmen des Zukunftskonzeptes „Rheinland-Pfalz-Takt 2015“ wurde der Bahnhof Wörrstadt zum Kreuzungsbahnhof ausgebaut. Das Land hat für den Neubau des Kreuzungsbahnhofs Wörrstadt einen Realisierungs- und Finanzierungsvertrag mit der Deutschen Bahn und dem Zweckverband Schienenpersonennahverkehr Rheinland-Pfalz Süd geschlossen, welcher 6,8 Millionen Euro kostete. Der Haltepunkt wurde mit einem zweiten Gleis und dazugehörigem 170 Meter langen Bahnsteig und behindertengerechtem Zugang ausgebaut, die Inbetriebnahme erfolgte zum Fahrplanwechsel 2014/2015 am 14. Dezember 2014. Der Neubau ermöglicht, dass Eisenbahnzüge kreuzen können. Dies wurde notwendig, da seit Dezember 2014 in den werktäglichen Hauptverkehrszeiten direkte Zugverbindungen von Kirchheimbolanden (Donnersbergbahn) über die Bahnstrecke Alzey–Mainz nach Frankfurt am Main (Mainbahn) angeboten werden. Die Inbetriebnahme des neuen Bahnhofs erfolgte am 14. Dezember 2014.

## Infrastruktur
Das Gleis neben dem durchgehenden Hauptgleis kann mit maximal 80 km/h befahren werden. Die Signaltechnik mit dann sechs Hauptsignalen, die über das Elektronische Stellwerk (ESTW) Rheinhessen-Weinstraße von der Bedienzentrale in Neustadt (Weinstraße) Hauptbahnhof aus gesteuert werden, ermöglicht die gleichzeitige Ein- oder Ausfahrt. Beide Bahnsteige sind über eine Bahnsteigüberführung mit Treppen und Aufzügen barrierefrei zu erreichen und erhielten ein Leitsystem für Blinde und Sehbehinderte. Des Weiteren dienen Fahrgastunterstände als Wetterschutz den Reisenden. Erneuert wurden auch das Fahrgastinformationssystem, die Beleuchtung und die Bahnsteigausstattung. Der größte Teil der Arbeiten wurde ohne Beeinträchtigungen des Zugverkehrs durchgeführt.

### Bedienung
Der Bahnhof Wörrstadt wird im Halbstundentakt von einer Regional-Express- und einer Regionalbahn-Linie bedient.
| Linie                   | Linienweg | Betreiber |
| ----------------------- | --- | --------- |
| RE 13                   | Mainz Hbf – Nieder-Olm – Saulheim – Wörrstadt – Armsheim – Alzey | vlexx     |
| RB 31                   | Mainz Hbf – Mainz Waggonfabrik - Mainz-Gonsenheim – Mainz-Marienborn - Klein Winternheim-Ober Olm – Nieder-Olm – Saulheim – Wörrstadt – Armsheim – Albig – Alzey – Wahlheim – Freimersheim – Kirchheimbolanden | vlexx     |
| Stand: 10. Oktober 2024 | |           |